# 帕巴拉·洛桑土登米旁次成加村

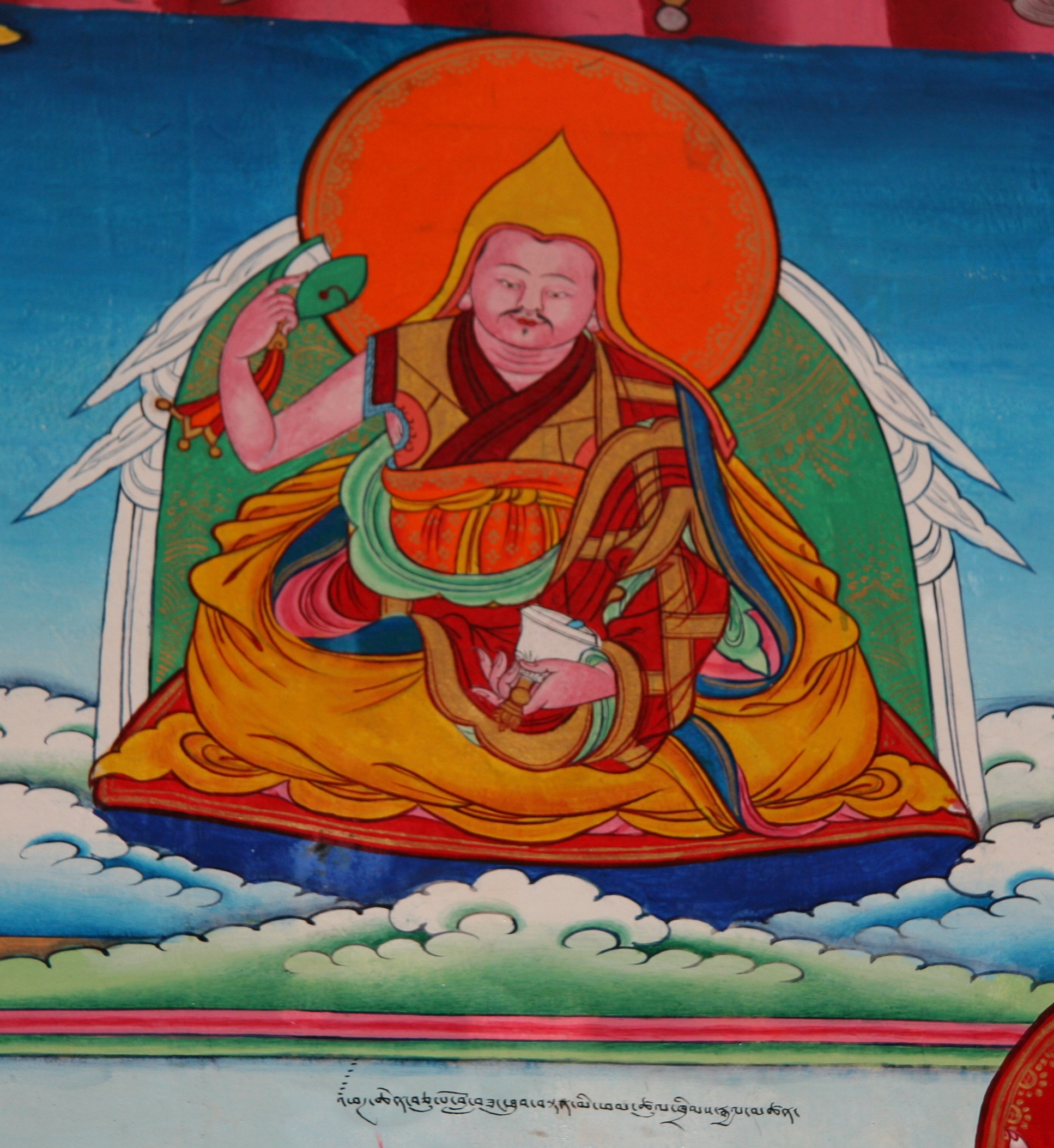

帕巴拉·洛桑土登米旁次成加村（藏語：འཕགས་པ་ལྷ་བློ་བཟང་ཐུབ་བསྟན་མི་ཕམ་ཚུལ་ཁྲིམས་རྒྱལ་མཚན，威利转写：'phags pa lha blo bzang thub bstan mi pham tshul khrims rgyal mtshan；1901年—1937年）昌都芒康多崩岗（今西藏昌都市芒康县嘎托镇普拉多布岗）人，第十世（不计追认）帕巴拉活佛。

## 生平
藏历铁牛年（1901年），生于芒康的多崩岗地方（今西藏昌都地区芒康县嘎托镇普拉多布岗）。后经金瓶掣签认定为第十世帕巴拉活佛。1904年，英国发动第二次侵藏战争，十世帕巴拉派兵赴前线参战，抗击英军。
1906年，清朝设立督办川滇边务大臣一职，赵尔丰出任首任大臣。1909年7月，川军自成都启程，于同年11月抵达昌都。1909年11月，督办川滇边务大臣赵尔丰也到达昌都，并安排护送川军入西藏事宜。赵尔丰采用军事手段推行“改土归流”，将昌都的土司及呼图克图的统治权收归清朝朝廷。1910年，赵尔丰先后奏请将察木多改设为昌都府，辖察雅县、恩达县（今属类乌齐）、贡县（今贡觉）、宁静县（今芒康）、科麦县（今左贡）、察隅县。1911年，代理督办川滇边务大臣傅嵩炑以昌都、察雅活佛“虽系呼图克图，而管理地方与土司无异，应一并改流”为由，收缴了昌都、察雅两活佛之印信。不久，清朝应帕巴拉之请求，也由于“与土司印不同，准其发还”。
1912年，经西藏噶厦授意，昌都强巴林寺暗中调动民兵，砍杀川军十多人。时任边军第七营营长兼昌都县知事
的彭日升组织川军反击，并纵火烧强巴林寺。帕巴拉活佛及谢瓦拉活佛避往拉萨，在色拉寺居住了8年才回到昌都。
1919年，十世帕巴拉出任强巴林寺第二十九任法台。为增加强巴林寺的僧人数量，帕巴拉和西藏噶厦派出的新任昌都朵麦基巧（即朵麦总管，朵麦指昌都）噶伦喇嘛强巴丹达议定之后，颁布了修缮昌都强巴林寺的“土羊年文告”，规定每户人家，如有两个男孩的，必须抽其中一个为僧人。这一规定使昌都强巴林寺的僧人数量增加。
十世帕巴拉生性风流。1920年，他有了“康珠玛”明妃。十三世达赖则认为娶妻触犯戒律，乃下令“废除其帕巴拉呼图克图名号，朵基噶伦喇嘛查封了皇上之敕封，唯留7个随从佣人，罚其于净地日追闭关静修思过”。十世帕巴拉被十三世达赖撤销“呼图克图”名号后，仍受昌都僧俗民众之崇奉。此后，十世帕巴拉继续为修复昌都强巴林寺而不断工作。
1933年秋，昌都强巴林寺全体僧众及昌都民众强烈请求十三世达赖恢复十世帕巴拉的“呼图克图”名号，并派卓尼顿甲为代表，赴拉萨向十三世达赖陈词请求准允。但十三世达赖于同年10月圆寂，此事只好搁置。1934年夏，国民政府参谋本部次长兼边务组长黄慕松入西藏致祭十三世达赖，途经昌都之时，昌都强巴林寺代表向其陈词。黄慕松于同年8月抵达拉萨后，与担任摄政的热振活佛热振·图旦绛白益西丹巴坚赞商议后，同年9月摄政热振活佛盖印发文，“允准恢复帕巴拉之封赐名号。剃度受戒等佛事由拉擦贡多活佛承负。”
藏历火牛年（1937年），帕巴拉·洛桑土登米旁次成加村圆寂，享年37岁。